# عادل بنشریف
عادل بنشریف (انگلیسی: Adel Bencherif؛ زادهٔ ۳۰ مهٔ ۱۹۷۵) بازیگر اهل فرانسه است. وی از سال ۲۰۰۱ میلادی تاکنون مشغول فعالیت بوده‌است.
از فیلم‌ها یا برنامه‌های تلویزیونی که وی در آن نقش داشته‌است می‌توان به پاریس، دوستت دارم، یک پیامبر، از خدایان و انسان‌ها، نقطه خالی، شهر را بلرزان، سامبا، لندن سقوط کرده‌است و اسپکتر اشاره کرد.